# Judicaël de Rennes
Judicaël dit de Rennes prince de Poher (871-888) et comte de Rennes de 876 à 888.

## Origine
Judicaël est un petit-fils d'Erispoë mais le nom de son père n'est pas précisé explicitement dans les sources contemporaines où il est désigné comme « Judicheïl ex filia Herispoii regis natus » . Toutefois Dom Morice qui suit Pierre Le Baud n'hésite pas à indiquer que « Judicaël succéda à son père Gurwant dans le comté de Rennes » 
Il semble que Judicaël est d'abord sous le règne de Salomon de Bretagne à partir de 871 « Jedecael princeps Poucher », c'est-à-dire prince de Poher, titre unique sans doute en considération de son origine royale. Il est désigné ensuite par Réginon de Prüm avec Alain le Grand comme « duces Brittonum ».

## Prétendant
Il partage l'héritage de Gurwant et de Pascweten, disparus tous deux en 876, avec Alain comte de Vannes, le fils ou frère du dernier. On lui a attribué « a posteriori » la possession du comté de Rennes, bien qu'il n'apparaisse jamais avec ce titre, sans doute parce que les comtes de la maison de Rennes postérieurs issus de Juhel Bérenger de Rennes  (ou Judicaël Bérenger) revendiquaient une parenté mal établie avec lui.
Les deux princes finirent par s'unir vers 888, pour faire face à une invasion des Vikings qui prennent et ravagent Saint-Lô dépendant alors de la Bretagne, mais Judicaël meurt au combat cette même année  888, laissant le champ libre à Alain qui, vainqueur des envahisseurs à Questembert, devient roi de Bretagne.

## Postérité
Dans son ouvrage de 2002, Joëlle Quaghebeur estime que  le « princeps » Judicaël épouse une fille du marquis Bérenger et qu'ils sont les parents de  « Bérenger » lui-même père de « Juhel ou Judicaël Bérenger »